# Sân bay Hanamaki
Sân bay Hanamaki (花巻空港 Hanamaki Kūkō, Hoa Quyển không cảng) hay Sân bay Iwate-Hanamaki (IATA: HNA, ICAO: RJSI) là một sân bay phục vụ Hanamaki, một thành phố ở tỉnh Iwate của Nhật Bản.

## Các hãng hàng không và các tuyến điểm
Hiện có các hãng hàng không sau đang hoạt động tại sân bay này:
- Japan Airlines (Nagoya-Centrair, Osaka-Itami, Sapporo-Chitose) [2]